# Elecciones estatales de Hamburgo de 1991

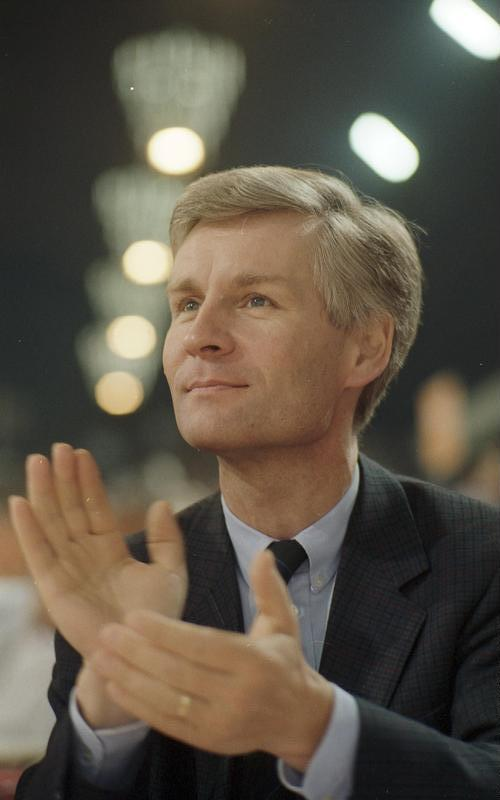
El Primer Alcalde Henning Voscherau obtuvo la reelección en los comicios de 1991.

El 2 de junio de 1991, las elecciones de la 14.ª legislatura del Parlamento de Hamburgo se llevaron a cabo.

## Desarrollo
El candidato del SPD fue el Primer Alcalde Henning Voscherau, y su rival más importante fue Hartmut Perschau, el candidato de la CDU.
El FDP postuló al Segundo Alcalde Ingo von Münch, mientras que la GAL presentó a Simone Dietz.

Esta fue la primera vez que 121 diputados eran elegidos (antes eran 120). El SPD obtuvo la mayoría por un asiento (61 escaños) y fue capaz de formar un gobierno por sí solo. Se encontraban inscritos 1.256.147 ciudadanos, emitiéndose 819.773 votos válidos. Esto corresponde a una participación del 66,1%. El Parlamento de Hamburgo celebró su reunión inaugural el 19 de junio de 1991.
Durante estas elecciones hubo varias irregularidades. Un grupo de 20 miembros de la CDU denunció que este partido había violado los principios de la ley electoral en cuanto a la nominación de candidatos. El Tribunal Constitucional de Hamburgo aceptó esta denuncia y las elecciones fueron repetidas en 1993. Los denunciantes formaron una alianza electoral que en 1993 se convirtió en el STATT Partei.

## Resultados
Los resultados fueron:
| Partido | Partido            | Votos  | Escaños |
| ------- | ------------------ | ------ | ------- |
|         | SPD                | 48,0 % | 61      |
|         | CDU                | 35,1 % | 44      |
|         | Grüne/GAL          | 7,2 %  | 9       |
|         | FDP                | 5,4 %  | 7       |
|         | REP                | 1,2 %  | -       |
|         | Graue              | 0,9 %  | -       |
|         | HLA                | 0,7 %  | -       |
|         | AL                 | 0,5 %  | -       |
|         | PDS/LL             | 0,5 %  | -       |
|         | PBC                | 0,2 %  | -       |
|         | CM                 | 0,1 %  | -       |
|         | NL                 | 0,1 %  | -       |
|         | Glückliche Zukunft | 0,1 %  | -       |
|         | Rentner Jetzt      | 0,1 %  | -       |
|         | DKP                | 0,1 %  | -       |
|         | WGH                | 0,0 %  | -       |
|         | FSU                | 0,0 %  | -       |